# World Order
World Order est un groupe d'origine japonaise fondé en 2009 à Tokyo, formé autour du combattant de combat libre Genki Sudō. Le groupe est notamment connu pour les différents clips vidéos réalisés à travers le monde, avec une chorégraphie très précise et saccadée.